# Northern Championships
Die Northern Championships (auch North of England Championships) waren offene internationale Meisterschaften im Badminton in England. Sie waren eines der bedeutendsten internationalen Badmintonturniere in der Anfangszeit des Sports seit dem ersten Jahrzehnt des 20. Jahrhunderts. Erstmals wurden sie Ende 1906 ausgetragen. 1979 feierte das Turnier sein 60. Jubiläum. Mit der Ausbreitung des Sports über alle Kontinente verloren die Titelkämpfe in den 1980er Jahren an internationaler Bedeutung.

## Austragungsorte
| Austragungsjahre | Halle           | Austragungsort     |
| ---------------- | --------------- | ------------------ |
| 1906–1914        | Yeomanry Hall   | Manchester         |
| 1920–1921        |                 | Seacombe, Wallasey |
| 1922–1980        | Army Drill Hall | Birkenhead         |

## Sieger
| Saison | Herreneinzel      | Dameneinzel       | Herrendoppel                        | Damendoppel                             | Mixed                              |
| ------ | ----------------- | ----------------- | ----------------------------------- | --------------------------------------- | ---------------------------------- |
| 1906   | nicht ausgetragen | nicht ausgetragen | George Alan Thomas Frank Chesterton | G. L. Murray Meriel Lucas               | Albert Davis Prebble Meriel Lucas  |
| 1907   | nicht ausgetragen | nicht ausgetragen | George Alan Thomas Frank Chesterton | G. L. Murray Margaret Larminie          | George Alan Thomas G. L. Murray    |
| 1908   | nicht ausgetragen | nicht ausgetragen | George Alan Thomas Frank Chesterton | G. L. Murray Margaret Larminie          | Frank Chesterton Margaret Larminie |
| 1909   | nicht ausgetragen | nicht ausgetragen | George Alan Thomas Frank Chesterton | G. L. Murray Meriel Lucas               | Frank Chesterton Margaret Larminie |
| 1910   | nicht ausgetragen | nicht ausgetragen | Guy Sautter Edward Hawthorn         | Alice Gowenlock Dorothy Cundall         | Guy Sautter Dorothy Cundall        |
| 1912   | nicht ausgetragen | nicht ausgetragen | Guy Sautter Edward Hawthorn         | Lavinia Clara Radeglia Margaret Tragett | Guy Sautter Dorothy Cundall        |
| 1914   | nicht ausgetragen | nicht ausgetragen | U. N. Lapin Edward Hawthorn         |                                         | U. N. Lapin Eveline Peterson       |
| 1933   | Alan Titherley    |                   |                                     | Nora Coop Marian Horsley                | Alan Titherley Fore                |
| 1934   | Alan Titherley    | Nora Coop         | Ian Maconachie B. P. Cook           | L. W. Myers Marjorie Henderson          | Alan Titherley Fore                |
| 1949   | Frank Peard       | Queenie Allen     | Peter Birtwistle Kenneth Greasley   | Queenie Allen V. E. Duringer            | Harold Marsland Queenie Allen      |
| 1954   | Tony Jordan       | Iris Cooley       | Tony Jordan John D. McColl          | Iris Cooley June White                  | John D. McColl Marjorie Warren     |
| 1955   | Tony Jordan       | Marjorie Warren   | Tony Jordan John D. McColl          | L. Higson J. Allott                     | John D. McColl Marjorie Warren     |
| 1956   | Tony Jordan       | Brenda Bird       | Tony Jordan John D. McColl          | Brenda Bird Marjorie Warren             | Tony Jordan P. E. Broad            |
| 1957   | Hugh Findlay      | Heather Ward      | Tony Jordan John D. McColl          | Sheila Smyth Heather Ward               | Tony Jordan P. E. Broad            |
| 1958   | Tony Jordan       | Heather Ward      | Tony Jordan John D. McColl          | Iris Rogers June Timperley              | John R. Best Iris Rogers           |
| 1970   | Derek Talbot      | Margaret Beck     | Derek Talbot Elliot Stuart          | Margaret Beck Gillian Gilks             | Roger Mills Gillian Gilks          |
| 1971   |                   | Gillian Gilks     |                                     | Gillian Gilks                           | Gillian Gilks                      |
| 1975   |                   | Gillian Gilks     |                                     | Gillian Gilks                           | Gillian Gilks                      |
| 1978   |                   | Gillian Gilks     |                                     | Gillian Gilks                           | Gillian Gilks                      |
| 1979   | Kevin Jolly       | Karen Bridge      | Derek Talbot Elliot Stuart          | Jane Webster Gillian Gilks              | Derek Talbot Gillian Gilks         |